# Lycaugidia albata
Lycaugidia albata là một loài bướm đêm trong họ Geometridae.